# 穆罕默德·昔班尼

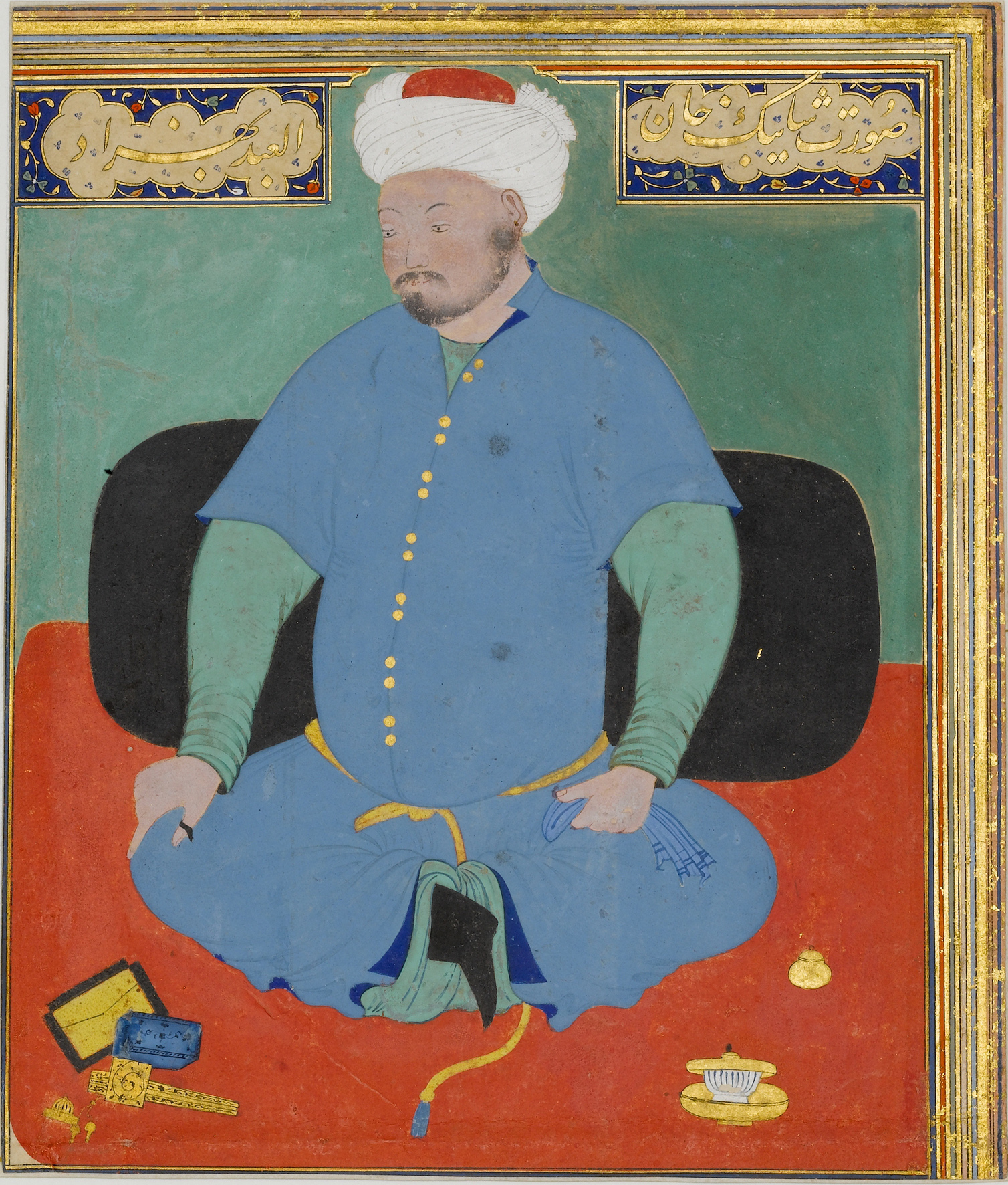
穆罕默德·昔班尼

穆罕默德·昔班尼（1451年—1510年12月2日）是河中地区布哈拉汗国的開國之君。他继续巩固各乌兹别克部族和奠定基础。
昔班尼是蒙古黄金家族成员昔班的后代。他是烏兹别克汗国首领阿布海兒之孫、沙·布达克之子。1468年，昔班尼的父、祖二人在反哈薩克人的戰役中被殺。乌兹别克部落陷入分裂，他与阿布海儿的其他子孙一样，辗转哈萨克汗国各地，过着流亡生活。
昔班尼後來投奔了帖木儿帝国的苏丹阿赫马德米儿咱，成为一名率领3000人的将领。在帖木儿帝国同東察合台汗国发生战争的时候，昔班尼秘密投靠了東察合台的速檀馬哈木，在1488年的奇尔奇克河战役中，他帮助速檀马哈木击败了帖木儿帝国，得到突厥斯坦城為封地。1500年，攻下帖木兒帝國的首都撒馬爾罕，建立作為布哈拉汗国開端的昔班尼王朝。此后，又经过一系列戰役，驱逐了帖木儿帝国後王巴卑爾，迫使其前往印度建立莫卧儿帝国。1506年，昔班尼率军攻占布哈拉，1507年攻取赫拉特，帖木儿帝国灭亡。1508年至1509年间，多次北上襲擊哈薩克汗國。又远征哈扎拉族，失败。
1510年，昔班尼在未交战的情况下被哈萨克汗哈斯木吓退，大量士兵溃逃，他逃亡到与波斯萨非王朝交界处。自赫拉特被乌兹别克人占领以后，薩非王朝的伊斯邁爾一世意识到乌兹别克人的扩张是一个重大威胁。得知昔班尼战败后，伊斯邁爾一世亲自率军至呼羅珊攻击昔班尼。在梅爾夫戰役中，昔班尼兵敗试图逃跑，但被殺。他的首级被砍了下来，贴上金箔，制成了骷髅杯，送给了土耳其蘇丹巴耶塞特二世。他的尸体则切成数块，送往波斯各地展览。
昔班尼在攻占撒马尔罕之后，娶巴布尔的姐姐汗扎達·別姬为妻。昔班尼被杀后他的妻儿被送往莫卧儿帝国，因此布哈拉汗国的继承人是他的叔父速云赤·火者。他的远亲後來成立了希瓦汗国。

## 家族
昔班尼有子3人：
- 帖木儿·穆罕默德（Muhammad Temur Sultan）
- 胡拉姆·沙伊赫（Khurram Shah Sultan）
- 速云赤·穆罕默德（Muhammad Rahim Sultan）